# Expedition 14
Expedition 14 var den 14:e expeditionen till den Internationella rymdstationen (ISS).
Två besättningsmedlemmar (Michael López-Alegría och Michail Tiurin) sköts upp från Kosmodromen i Bajkonur, den 18 september 2006 ombord Sojuz TMA-9. De anslöt då till Thomas A. Reiter som anlänt den 6 juli 2006 med STS-121, då tillhörande Expedition 13. Den 9 december ersatte Sunita Williams, Reiter som den tredje besättningsmedlemmen. López-Alegría och Tiurin återvände till jorden den 21 april 2007. Reiter landade i december 2006 med STS-116 medan Williams kvarstannade och ingick i Expedition 15 och landade den 22 juni 2007 med STS-117. 

## Besättning
| Position       | Första delen (18 september - december 2006)      | Andra delen (december 2006 - 21 april 2007)      |
| -------------- | ------------------------------------------------ | ------------------------------------------------ |
| Befälhavare    | Michael López-Alegría, NASA Hans fjärde rymdfärd | Michael López-Alegría, NASA Hans fjärde rymdfärd |
| Flygingenjör 1 | Michail Tiurin, RSA Hans andra rymdfärd          | Michail Tiurin, RSA Hans andra rymdfärd          |
| Flygingenjör 2 | Thomas A. Reiter, ESA Hans andra rymdfärd        | Sunita Williams, NASA Hennes första rymdfärd     |

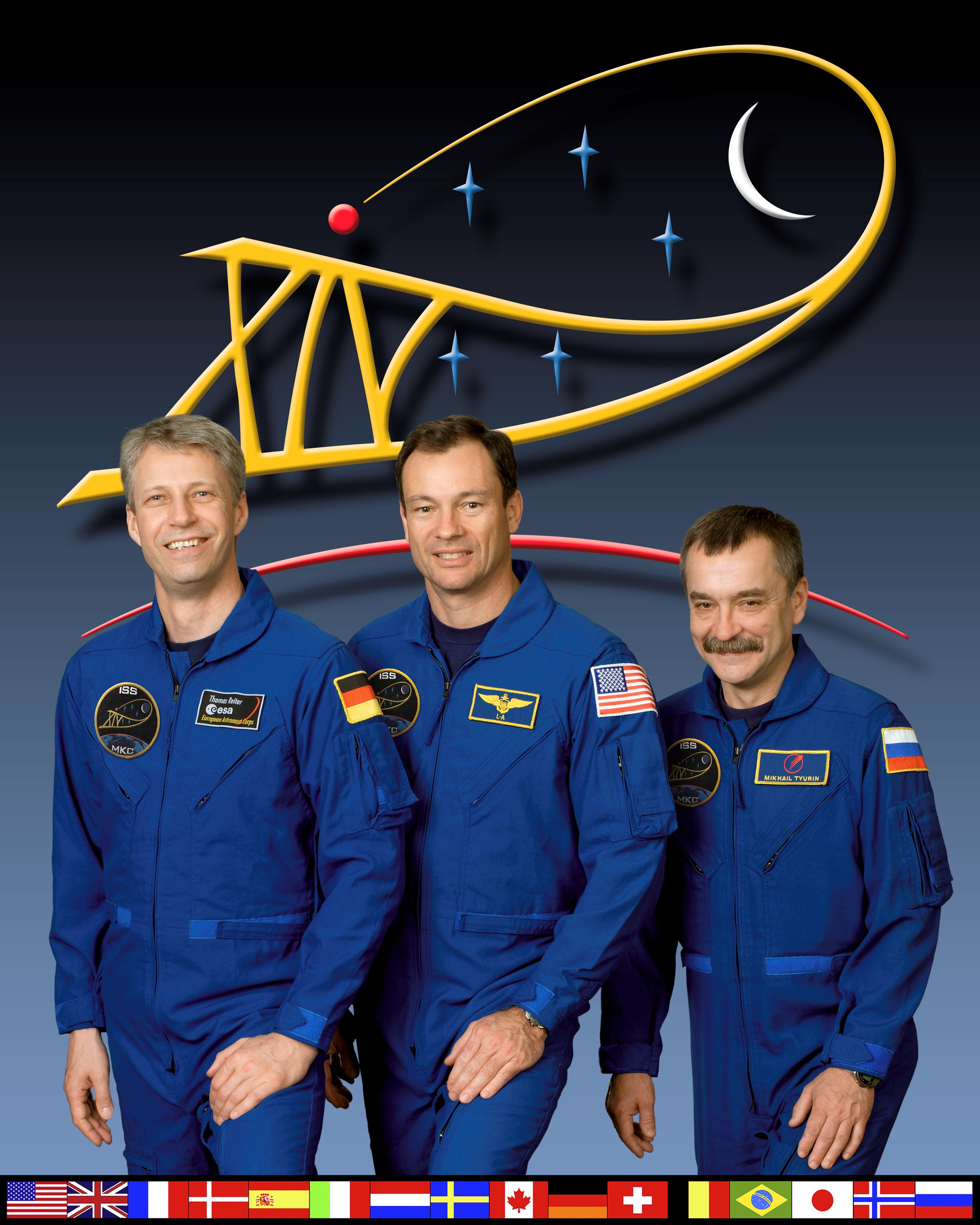
Expedition 14, första delen
Från vänster: Reiter, López-Alegría, Tiurin

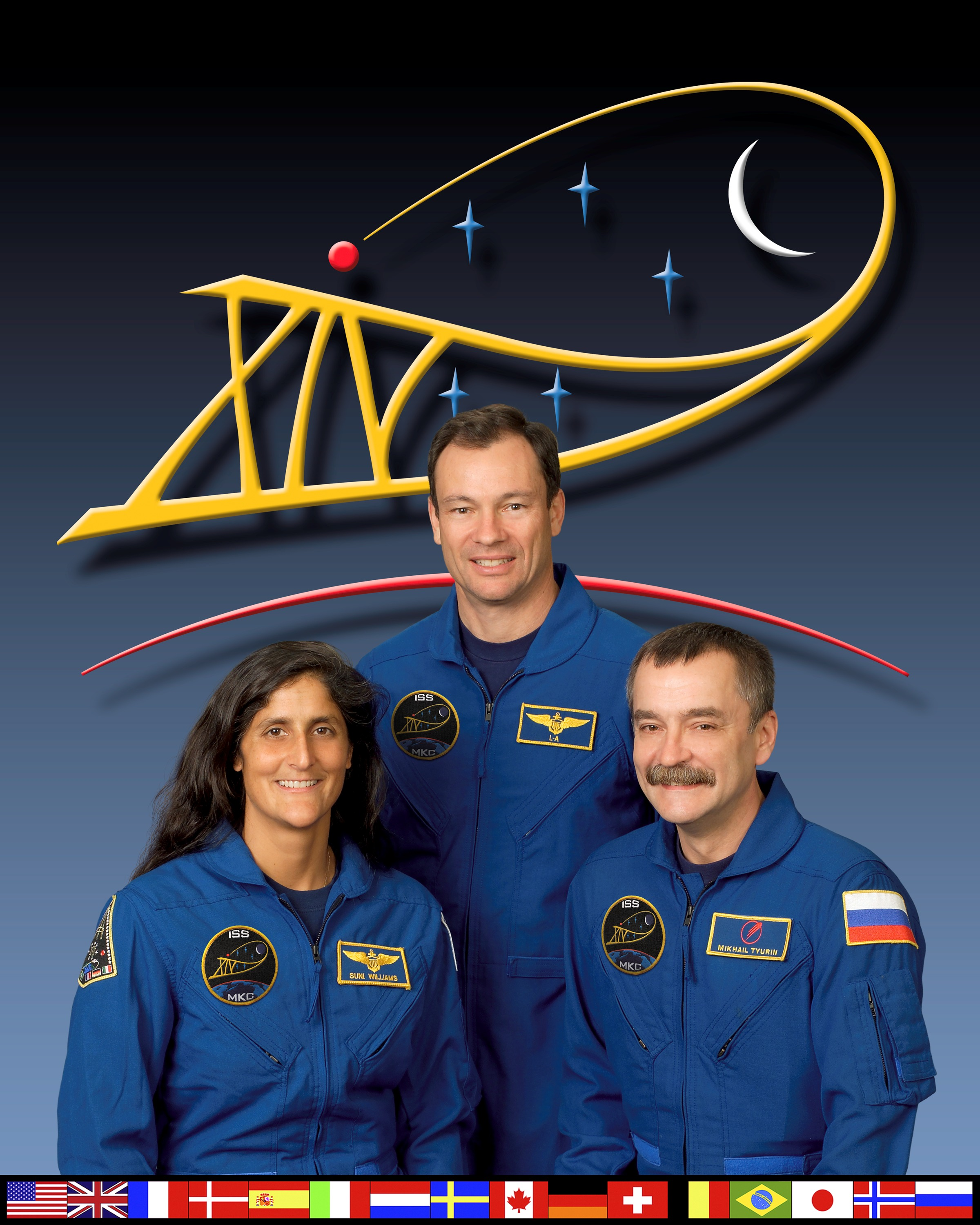
Expedition 14, andra delen
Från vänster: Williams, López-Alegría, Tiurin

(#) antal rymdfärder som varje besättningsmedlem avklarat, inklusive detta uppdrag.
Därutöver stod följande redo att ta över om det skulle behövas: 
- Peggy Whitson, kommendör -
- Jurij Malentjenko, flygingenjör -
- Clayton Anderson, flygingenjör -

## Uppdrag
Williams blev den 16 april 2007 den första som sprungit ett maratonlopp i rymden, då hon på löpband (utom tävlan) deltog i Boston Marathon.

## Rekord för amerikanska astronauter
När López-Alegría landade den 21 april 2007 blev han den amerikanske astronaut som dittills varit längst i rymden under ett uppdrag (215 dagar). Han hade även amerikanskt rekord i antal rymdpromenader (10  stycken) och även längst tid på rymdpromenad (totalt 58 timmar och 18 minuter). Det längsta uppdraget någon varit i rymden på var den ryske kosmonauten Valerij Poljakov, med 437 dagar ombord på Mir 1994–1995.

## Rekord för kvinnliga astronauter
När Sunita Williams landade med STS-117 blev hon den kvinna som dittills varit längst i rymden. Med 195 dagar i rymden passerade hon därmed Shannon Lucids tidigare rekord på 188 dagar från 1996. Williams innehade även rekordet för rymdpromenader utförda av en kvinna, med fyra rymdpromenader på sammanlagt 29 timmar och 17 minuter.  